# 5659 Vergara
5659 Vergara è un asteroide della fascia principale. Scoperto nel 1968, presenta un'orbita caratterizzata da un semiasse maggiore pari a 2,3305800 UA e da un'eccentricità di 0,1241832, inclinata di 6,41096° rispetto all'eclittica.
L'asteroide è dedicato all'astronoma uruguaiana Gladys Vergara.